# Lucy Pevensie
Pour les autres membres de la famille, voir Pevensie.
Lucy Pevensie est la dernière des quatre enfants Pevensie qui font partie des personnages principaux de la série de romans écrits par C. S. Lewis : Le Monde de Narnia. Elle apparait dans cinq des sept tomes: Le Lion, la Sorcière blanche et l'Armoire magique, Le Cheval et son écuyer, Le Prince Caspian, L'Odyssée du Passeur d'Aurore et La Dernière Bataille.

## Biographie fictive
Lucy est née en 1932. Elle a deux ans d'écart avec son frère, Edmund. Dans Le Lion, la Sorcière blanche et l'Armoire magique, Lucy a environ 8–9 ans. Lors de La Dernière Bataille, Lucy a environ 17 ans.
Dans le premier tome, c'est elle qui découvre le passage qui mène à Narnia, dans une armoire magique.
Dans le deuxième tome, Lucy est une des reines de Narnia connue sous le nom de Lucy la Vaillante.
Son caractère la rend particulièrement aimable : son cœur est plein de confiance et d'amour, et elle a beaucoup d'affection pour Aslan.
Dans les films réalisés par Walt Disney Pictures et 20th Century Fox, Lucy Pevensie est interprétée par l'actrice britannique Georgie Henley. Cette dernière montre à l'écran une Lucy brune, alors que dans les romans, Lucy est blonde. L'explication officieuse semble être que le personnage de Lucy a été directement inspirée à C.S. Lewis par sa nièce, seule elle pouvait être la « parfaite » et réelle Lucy.